# Szwadron Kawalerii KOP „Nowe Święciany”

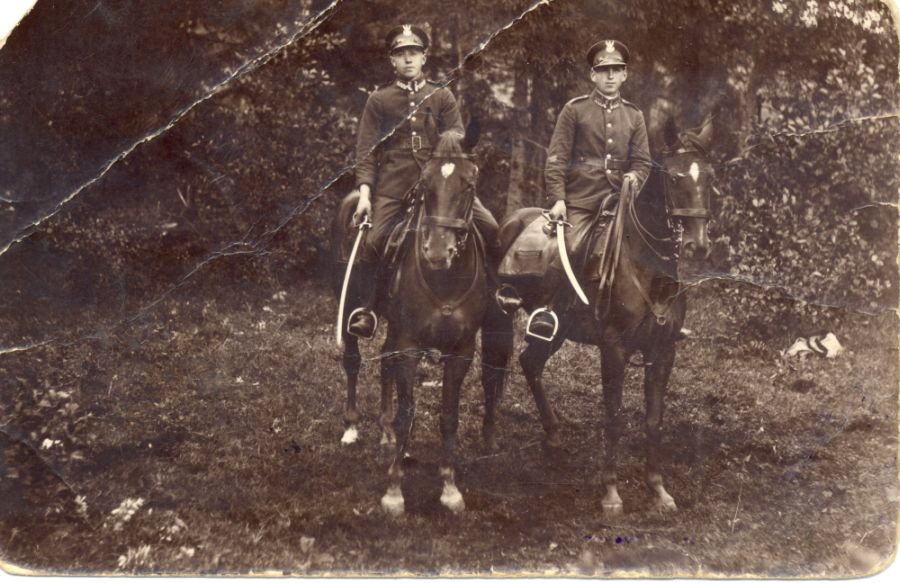
Ułani z 20 szwadronu KOP

Szwadron Kawalerii KOP „Nowe Święciany” – pododdział kawalerii Korpusu Ochrony Pogranicza.

## Formowanie i zmiany organizacyjne
Na posiedzeniu Politycznego Komitetu Rady Ministrów, w dniach 21-22 sierpnia 1924, zapadła decyzja powołania Korpusu Wojskowej Straży Granicznej. 12 września 1924 Ministerstwo Spraw Wojskowych wydało rozkaz wykonawczy w sprawie utworzenia Korpusu Ochrony Pogranicza, a 17 września instrukcję określającą jego strukturę. W 1925 został sformowany 20 szwadron kawalerii. W marcu 1926 szwadron został podporządkowany dowódcy 6 Brygady Ochrony Pogranicza. W skład szwadronu wchodzić miały cztery plutony liniowe i drużyna dowódcy szwadronu. Stany szwadronu były zbliżone do stanów szwadronów formowanych w 1924. Jednostką formującą był 13 pułk ułanów .
Szwadron był podstawową jednostką taktyczną kawalerii KOP. Zadaniem szwadronu było prowadzenie działań pościgowych, patrolowanie terenu, w dzień i w nocy, na odległości nie mniejsze niż 30 km, a także utrzymywanie łączności między odwodami kompanijnymi, strażnicami i sąsiednimi oddziałami oraz eskortowanie i organizowanie posterunków pocztowych. Wymienione zadania szwadron realizował zarówno w strefie nadgranicznej, będącej strefą ścisłych działań KOP, jak również w pasie ochronnym sięgającym około 30 km w głąb kraju. Szwadron był też jednostką organizacyjną, wyszkoleniową, macierzystą i pododdziałem gospodarczym . Jednostką administracyjną dla batalionu był pułk KOP „Wilno”, ale szwadron zaopatrywało podkwatermistrzostwo batalionu KOP „Nowe Święciany”.
W lipcu 1929 zreorganizowano kawalerię KOP. Zorganizowano dwie grupy kawalerii. Podział na grupy uwarunkowany był potrzebami szkoleniowymi i zadaniami kawalerii KOP w planie „Wschód”. Szwadron wszedł w skład grupy północnej. Przyjęto też zasadę, że szwadrony przyjmą nazwę miejscowości będącej miejscem ich stacjonowania. Obok nazwy geograficznej, do 1931 stosowano również numer szwadronu.
W 1934(?)1932 dokonano kolejnego podziału szwadronów. Tym razem na trzy grupy inspekcyjne. Szwadron wszedł w skład grupy północnej.
W 1938 nastąpiła reorganizacja podporządkowania i struktur kawalerii KOP. Szwadrony zakwalifikowano do odpowiednich typów jednostek w zależności od miejsca stacjonowania. Szwadron zakwalifikowano do grupy III. Organizacja szwadronu kawalerii na dzień 20 listopada 1938 przedstawiała się następująco: dowódca szwadronu, szef szwadronu, drużyna ckm, drużyna gospodarcza, patrol telefoniczny i dwa plutony liniowe po cztery sekcje, w tym sekcję rkm . Szwadron wchodził w skład pułku KOP „Wilno”.
Szwadron zmobilizowano w sierpniu 1939. Utworzył kawalerię dywizyjną 35 Dywizji Piechoty.

## Żołnierze szwadronu
Dowódcy szwadronu
- rtm. Emanuel Marian Kalkowski z 4 psk (od 22 VI 1925[23][24])
- rtm. Wacław Wróblewski II (był w 1928[25] )
- rtm. Wilhelm Kalwas (1934)
- rtm. Kazimierz Bogusławski (1935)
- rtm. Stanisław Zakrzewski (od 22 VIII 1936[25] )
- rtm. Romuald Dowbor z 17 puł (1939[21][26])

Obsada szwadronu w marcu 1939
- dowódca szwadronu – rtm. Stanisław Zakrzewski
- oficer szwadronu – por. kaw. Paweł Ładarew
- oficer szwadronu – por. kaw. Henryk Romanowicz[28]

Obsada szwadronu we wrześniu 1939
- dowódca szwadronu – rtm. Romuald Dowbor
- zastępca dowódcy szwadronu – por. kaw. Henryk Romanowicz[30] †1940 Charków[31]
- dowódca plutonu – por. kaw. Paweł Ładarew
- dowódca plutonu – ppor. kaw. rez. Jan Pius Aleksander Skirmunt